# Patient zéro
Pour les articles homonymes, voir Patient zéro (homonymie).
En épidémiologie, le terme patient zéro, ou cas index, est utilisé pour désigner la première personne d'une épidémie (ou d'un foyer épidémiologique) à avoir été contaminée par un agent pathogène (virus ou bactérie en général).
Il peut être porteur sain, mais il est important de l'identifier pour contenir la maladie, et pour s'assurer qu'une nouvelle épidémie ne reprendra pas.
En effet, son identification permet d'identifier les personnes ayant été en contact avec lui et donc potentiellement contaminées. De plus, il permet de trouver le réservoir de la maladie, les lieux à désinfecter, etc.

## Patients zéro d'épidémies
Dans le cas de l'épidémie de SIDA, l'agent de bord québécois Gaëtan Dugas, mort en 1984, a longtemps été considéré à tort comme le « patient zéro » de l'épidémie, étant à l'origine des premiers cas identifiés aux États-Unis. Or, il existait d'autres cas avant lui,,.
Dans le cas de l'épidémie de SRAS en 2002, le patient zéro était l'occupant d'une chambre d'un hôtel de Hong Kong.
Dans le cas de l'épidémie de maladie à virus Ebola en Afrique de l'Ouest en 2014, d'après une étude du Journal of Medicine, c'est un enfant de deux ans, mort le 6 décembre 2013, qui est considéré comme le patient zéro.
Il existe diverses théories quant à l'origine du premier cas lors de la pandémie de maladie à coronavirus de 2019-2020.[réf. nécessaire]